# Mike Hancock
Mike Hancock est un homme politique britannique né le 9 juillet 1946. Il a été membre du Parlement de la circonscription de Portsmouth South.